# Périgny (Allier)
Périgny ist eine französische Gemeinde mit 470 Einwohnern (Stand 1. Januar 2022) im Département Allier in der Region Auvergne-Rhône-Alpes (bis 2015 Auvergne). Sie gehört zum Arrondissement Vichy und zum Kanton Lapalisse. Die Bewohner werden Pérignons genannt.

## Geographie
Die Nachbargemeinden von Périgny sind Servilly im Nordosten, Saint-Gérand-le-Puy im Westen, Lapalisse im Osten, Magnet im Südwesten sowie Billezois im Südosten. Im Gemeindegebiet entspringt das Flüsschen Graveron, das zur Besbre entwässert und der Redan, der dem Allier zustrebt.

## Bevölkerungsentwicklung
| Jahr                       | 1962 | 1968 | 1975 | 1982 | 1990 | 1999 | 2007 | 2018 |
| Einwohner                  | 576  | 543  | 488  | 401  | 416  | 404  | 436  | 439  |
| Quellen: Cassini und INSEE |      |      |      |      |      |      |      |      |

## Sehenswürdigkeiten
- Scheune von Petits Herviers aus dem 17. Jahrhundert
- Schloss Eaux Bues aus dem 19. Jahrhundert
- Kirche Saint-Pierre aus dem 19. Jahrhundert
- Château de La Chapelle aus dem 19. Jahrhundert
- orthodoxe Kirche Saints-Apôtres-Pierre-et-Paul